# Agrotis aragonensis
Agrotis aragonensis là một loài bướm đêm trong họ Noctuidae.